# Kari Diesen
Kari Diesen, född Kari Heide-Steen den 24 juni 1914 i Oslo, död 18 mars 1987 i Oslo, var en norsk skådespelare och sångare som även medverkade i några svenska filmproduktioner. Hon var dotter till Signe Heide och Harald Steen.  
Hon inledde sin teaterkarriär som balettdansös hos Ernst Rolf, som sångerska debuterade hon i vårrevyen på Casino 1930 med sången Forbudt for barn under 16 år, hon var därefter engagerad vid bland annat Bjørnevik Teater tills hon fick sitt genombrott i Scalarevyen Hela'n går 1935 med Sigøynerinneorkesteret. Under Olympiarevyen 1936 träffade hon sin blivande man skådespelaren Ernst Diesen. Hon är mor till skådespelaren Andreas Diesen och Kari Diesen

## Filmografi (urval)
- 1920 – Kaksen paa Øverland
- 1941 – Hansen og Hansen
- 1941 – Den forsvundne pølsemaker
- 1946 – Et spøkelse forelsker seg
- 1949 – Svendsen går videre
- 1950 – To mistenkelige personer
- 1953 – Brudebuketten
- 1955 – Polisen efterlyser
- 1955 – Ute blåser sommarvind
- 1956 – Kvinnens plass
- 1957 – Smuglere i smoking
- 1958 – Bustenskjold
- 1959 – Støv på hjernen
- 1960 – Millionær for en aften
- 1961 – Norges söner
- 1962 – Stackars stora starka karlar
- 1962 – Sønner av Norge kjøper bil
- 1969 – Dödsleken
- 1969 – Olsenbanden och guldstatyetten
- 1985 – Sitt i båten